# مارتن بريغز
مارتن بريغز (بالإنجليزية: Martin Briggs)‏ هو منافس ألعاب قوى بريطاني، ولد في 4 يناير 1964 في ستوك أون ترينت في المملكة المتحدة.

## وصلات خارجية
- مارتن بريغز على موقع الاتحاد الدولي لألعاب القوى (الإنجليزية)
- مارتن بريغز على موقع أوليمبيديا (الإنجليزية)